# Sully Erna
Salvatore Paul Erna Jr., poznatiji kao Sully Erna (Lawrence, SAD, 7. veljače 1968.), američki je glazbenik, pjevač i gitarist. Najpoznatiji je kao ritam-gitarist, pjevač i osnivač američkog hard rock/heavy metal-sastava Godsmack. S basistom Robbiejem Merrillom jedini je preostali izvorni član skupine. Godine 2010. objavljen je njegov prvi samostalni album Avalon.

## Diskografija
Godsmack
- Godsmack (1998.)
- Awake (2000.)
- Faceless (2003.)
- IV (2006.)
- The Oracle (2010.)
- 1000hp (2014.)
- When Legends Rise (2018.)

Solo albumi
- Avalon (2010.)
- Hometown Life (2016.)

Strip Mind
- What's in Your Mouth (1993.)

Meliah Rage
- Unfinished Business (1992.)